# Харьковцев, Борис Васильевич
Борис Васильевич Харьковцев (1890 — не ранее 1924) — участник Белого движения, командир бронепоезда «Офицер», полковник Марковской артиллерийской бригады.

## Биография
Сын потомственного дворянина Саратовской губернии. Среднее образование получил в Пятигорской гимназии, по окончании которой поступил на военную службу.
В 1912 году окончил Алексеевское военное училище, откуда выпущен был подпоручиком в 16-ю артиллерийскую бригаду, с которой и вступил в Первую мировую войну. Произведен в поручики 29 сентября 1915 года «за выслугу лет», в штабс-капитаны — 28 августа 1916 года «за отличия в делах против неприятеля», в капитаны — 24 января 1917 года. Приказом по 11-й армии от 25 сентября 1917 года награждён орденом Св. Георгия 4-й степени.
С началом Гражданской войны вступил в Добровольческую армию. В июне 1918 года был назначен командиром 3-го орудия 1-й офицерской генерала Маркова батареи, а в августе того же года — командиром вновь сформированного бронепоезда «Офицер». В бою за село Успенское 8 сентября 1918 года лично руководил десантом с поезда и был тяжело ранен в живот. После ранения состоял начальником конвоя генерала Кутепова. В 1919 году был назначен командиром бронепоезда «Слава Офицеру», с которым участвовал в Московском походе ВСЮР. После Новороссийской эвакуации прибыл в Крым, был произведен в полковники и 6 августа 1920 года назначен командиром 1-й батареи Марковской артиллерийской бригады. Галлиполиец.
Затем в эмиграции, в 1920—1924 годах был подвергнут взысканию по суду. Дальнейшая судьба неизвестна. Был женат на дочери коллежского советника Евгении Эммануиловне Субаши (р. 1898).

## Награды
- Орден Святого Станислава 3-й ст. с мечами и бантом (ВП 7.03.1916)
- Орден Святой Анны 3-й ст. с мечами и бантом (ВП 20.03.1916)
- Орден Святой Анны 4-й ст. с надписью «за храбрость» (ВП 3.04.1916)
- Орден Святого Станислава 2-й ст. с мечами (ВП 11.08.1916)
- Орден Святого Георгия 4-й ст. (Приказ по 11-й армии от 25 сентября 1917 года, № 676)
- старшинство в чине поручика с 19 июля 1915 года (ПАФ 7.06.1917)
- старшинство в чине капитана с 19 ноября 1916 года (ПАФ 8.06.1917)